# Real Conservatorio de Estocolmo
El Real Conservatorio de Estocolmo (en sueco Kungliga Musikhögskolan i Stockholm) es la institución de educación superior de música más antigua de Suecia. Fue fundado en 1771 como el conservatorio de la Real Academia Sueca de Música y se independizó de la Academia en 1971.